# Paratropus verityi
Paratropus verityi är en skalbaggsart som beskrevs av Kanaar 1997. Paratropus verityi ingår i släktet Paratropus och familjen stumpbaggar. Inga underarter finns listade i Catalogue of Life.